# Lyle Workman
Lyle Workman (San José, Califórnia, 21 de Outubro de 1957) é um guitarrista, compositor e produtor musical americano que já tiveram com os melhores Rock and Roll de sempre.
Actualmente, Workman trabalha com o produtor norte-americano Judd Apatow e o cineasta anglo-americano Nicholas Stoller que já fizeram com as comédias de Russell Brand como o protagonista Aldous Snow como: Um Belo Par... de Patins (Forgetting Sarah Marshall) (2008) e É Muito Rock, Meu! (Get Him to the Greek) (2010).